# 伸長體位
伸長體位（日语：伸長位、伸展位），是描述以正常體位變換的一種行房姿勢。

## 概述
先以正常體位交合，让阴茎在妇人里面，再使她的双腿併攏在男人双腿之间。

## 外部連結
- （日語）伸長位（伸展位）のやり方（页面存档备份，存于）